# Список персонажей франшизы «Король Лев»
Ниже представлены персонажи франшизы «Король Лев».

## Король Лев

### Симба
Симба — главный герой франшизы. Он — сын Муфасы и Сараби, племянник Шрама, муж Налы и отец Киары и Кайона, свёкор Рани и тесть Кову. После победы над Шрамом Симба становится королём Земель Прайда, после чего женится на Нале и у них рождаются Киара и Кайон. Его имя на суахили означает «лев».
В мультфильме «Король Лев 2: Гордость Симбы» Симба является чрезмерно заботливым отцом Киары и испытывает большую ненависть к Отщепенцам, группе львов во главе с львицей по имени Зира, которую он изгнал из-за их верности Шраму, а в особенности преемника Шрама Кову, прежде чем он научился отпускать свою ненависть и принял Кову в качестве своего зятя.
В мультсериале «Хранитель Лев» Симба первоначально отказывается принять решение Кайона разрешить руководить Львиной охраной, состоящую из разных животных, но позже принимает его предложение. После неудачного покушения на жизнь Симбы, организованного призраком Шрама, Симба и Кайон с Львиной охраной побеждают его раз и навсегда. По состоянию на третий сезон призрак Шрама был побеждён, а его последователи стали нейтральными под властью дружелюбной гиены Джасири, которая становится новым лидером Чужеземья. Однако из-за шрама, вызванной укусом Ушари во время битвы, Кайон отправляется на поиски Древа Жизни, чтобы исцелиться. Симба прощается с сыном. Позже он приветствует Киона дома после своего путешествия и принимает его любовь к Рани, приняв её в качестве своей невестки после брака Кайона и Рани и после коронации Кайона в качестве Короля Древа Жизни.

### Нала
Нала — дочь Сарафины, лучшей подруги Сараби, жена Симбы, мать Киары и Кайона, а также является свекровью Рани и тёщей Кову к концу второго фильма и третьего сезона «Хранитель Льва». Хотя она является выдающимся персонажем в «Короле Льве», она появляется в фильмах «Король Лев II: Гордость Симбы», «Король Лев 11⁄2» и в мультсериале «Хранитель лев».
В «Короле Льве» она изображается как подруга Симбы (с которым она обручена, когда они родились). Помогая Симбе войти на Слоновье кладбище, она была спасена её будущим свёкром Муфасой, от гиен. Несколько лет спустя Нала встречает молодого взрослого Симбу и развивает с ним отношения. Вернувшись на Скалы Предков, она помогает Симбе победить Шрама и занять его законное место короля, после чего она становится женой Симбы, а также его королевой. В фильме «Король Лев 2: Гордость Симбы» Нала изображена немного старше, спокойнее и менее опекает Киару, чем Симба. Но она была единственной, кто поддерживал отношения дочери с Кову к концу второго фильма, она и Симба представлены на свадьбе своей дочери, и она принимает его как своего зятя в свою семью. В течение трех сезонов «Хранитель Лев» у нее есть второй детеныш: Кайон. К концу сериала, как и Симба, она принимает брак своего сына с Королевой Древа Жизни Рани, принимая её в качестве невестки.

### Тимон и Пумба
Тимон и Пумба — сурикат и бородавочник, друзья Симбы.
Когда они впервые встречают Симбу в «Короле Льве», они спасают его от стаи стервятников. Они берут его и приводят к себе домой в оазисе. Позже, после того, как Симба вырастает и возвращается в Земли Прайда, чтобы сразиться со Шрамом, они помогают Симбе остановить тираническое правление Шрама, и они становятся королевскими советниками Симбы.
В мультфильме «Король Лев 2: Гордость Симбы» Симба поручил Тимону и Пумбе следить за его Киарой, когда она отправляется играть, а затем на свою первую охоту. Позже они помогают Симбе и его прайду в борьбе с мстительной последователем Шрама Зирой и ее прайдом Отщепенцев. После того, как Отщепенцы исправляются и присоединяются к прайду Симбы, Тимон и Пумба смотрят, как Киара выходит замуж за сына Зиры Кову.
Хотя они являются второстепенными персонажами в первых двух фильмах, они представлены в качестве главных героев в мультфильме «Короле Лев 3: Хакуна матата», а также в мультсериале «Тимон и Пумба».
Как показано в сериале «Хранитель Лев», они являются приемными дядями медового барсука Бунги и живут в водопаде Хакуна Матата.
В ремейке 2019 года у Тимона и Пумбы были разные животные в качестве соседей: стая цесарок, галаго, слоноватая землеройка, топи, большеухая лисица, трубкозуб, большой куду, дик-дик и газели Томсона.

### Шрам
Шрам (настоящее имя — Така) — главный антагонист франшизы. Он — младший брат Муфасы, дядя Симбы, деверь Сараби, двоюродный дед Киары и Киона, приёмный отец Кову. Его прозвище на суахили означает «kovu». В «Короле Льве», убивая Муфасу и изгнав Симбу, он становится «Королем Земель Прайда». Однако спустя годы Симба возвращается и свергает Шрама, чтобы стать королём. Шрам пережил падение, но подвергается нападению его гиен после того, как они услышали, как он предал их.
В мультфильме «Король Лев 2: Гордость Симбы» выясняется, что Шрам получил лояльность от группы львов, которые были изгнаны из Земель Прайда Симбой после смерти Шрама, а самый верный последователь Шрама, Зира, был их лидером. Шрам упоминается персонажами несколько раз, но у него есть два камео. Его первое появление во время кошмара Симбы, где он превращается в своего приемного сына Кову и скидывает Симбу в ущелье, где погиб Муфаса, подобно первому фильму. Его второе появление во время изгнания Кову, в котором Кову смотрит в воду, и его отражение помутнело и стало отражением Шрама. В конце фильма Кову женится на Киаре, дочери Симбы и Налы, и внучатой племяннице Шрама и становится зятем и преемником Симбы и Налы.
Полнометражный фильм «Хранитель Лев: Герои Саванны» показывает, что Шрам когда-то был лидером Львиной охраны и когда-то обладал Рычанием Предков. Шрам потерял Рычание после того, как использовал его для уничтожения других членов своей охраны (после того, как они отказались помочь ему свергнуть Муфасу), так как Рычание предназначено для добра, а не для зла. Во втором сезоне «Хранителя Льва» сын Симбы и новый лидер Львиной охраны Кайон неосознанно вызывает Шрама в виде огненного призрака в вулкане после использования Рычания, когда Джанджа провоцирует его. Затем Шрам вступает в сговор с животными во Чужеземье, чтобы захватить Земли Прайда и победить охраны и Симбу, которые изначально не знали, что Шрам вернулся. Позже в этом сезоне Кайон и охрана узнают, что Шрам вернулся, в то время как они находятся во Чужеземье, получая вулканический пепел, необходимый для лечения Симбы от укуса скорпиона. В первой серии третьего сезона «Битва за Земли Прайда» Шрам продолжает сражаться с Львиной охраной. Также выясняется, что Шрам получил шрам после того, как его укусила кобра в подростковом возрасте, когда он подружился со львом из Чужеземья. В гневе Шрам использовал Рычание, чтобы убить льва и змею, однако Муфаса дразнил своего брата и дал ему прозвище «Шрам», что привело к заговору Шрама с целью свергнуть Муфасу. В конце битвы Кайон призывает Великих Королей Прошлого, что победить Шрама, тем самым уничтожая его раз и навсегда.
В ремейке 2019 года Шрам сказал Зазу собрать прайд, пока он идёт на помощь Симбе и Муфасе. Это было сокрытие, чтобы Шрам мог убить Муфасу. Когда Муфаса умер, а Симба убежал, Шрам становится правителем Земель Прайда, позволяя гиенам жить со львами. Это привело к чрезмерной охоте. Когда Сараби отказывается стать королевой Шрама, он ухудшает ситуацию, заставляя львов есть раньше гиен. Во втором наступлении Шрам ударил Сараби, когда она упомянула Муфасу. Шрам сражался с Симбой и пытался обвинить гиен в смерти Муфасы. Когда Шрам был сброшен с скалы, он пережил падение и столкнулся с гиенами. Шрам заявляет им, что вместе они соберут новое войско. Азизи и Камари утверждают, что слышали оскорбление в отношении них. Шрам утверждает, что он пытался обмануть Симбу и что всё ещё может быть партнерство между львами и гиенами. Шензи заявляет Шраму, что он был прав только в том, что гиены ненасытны. Шрам наносит удар по некоторым атакующим гиенам, пока они не убивают его.

### Муфаса
Муфаса — старший брат Шрама, сын Ахади и Уру, внук Мохату, муж Сараби, отец Симбы, свёкор Налы и дед Кайона и Киары, бывший Король Земель Прайда. Название «Муфаса» имеет неизвестное происхождение, ранее приписываемое вымышленному языку под названием Маназото. Муфаса с суахили переводится, как Король. *и во всех именах отсылки к африканскому суахили. Сараби -мираж  и тд. Муфаса изображается как справедливый, мудрый и ответственный лидер, нежный, но твердый отец и сильный и яростный защитник, когда его достаточно спровоцируют. 
В самом первом мультфильме «Короле Льве» он учит Симбу, каким должен быть король и как король отвечает за защиту и поддержание тонкого баланса экосистемы, а также опосредует проблемы между её животными. Однако позже Муфаса умирает после того, как Шрам скинул его в стадо гну во время спасения Симбы. Он возвращается спустя годы в виде призрака, чтобы побудить Симбу вернуться в Земли Прайда и вернуть себе свой законный трон.
В фильме «Король Лев 2: Гордость Симбы» он поручает Рафики собрать Киару, дочь Симбы, и Кову, наследника Шрама, чтобы воссоединить два львиных прайда.
В «Хранителе Льве» Муфаса служит духовным наставником своего внука Кайона, когда ему нужен совет, и иногда появляется сам по себе, когда замечает, что его что-то беспокоит. Кайон борется с духом Шрама и его армией, побеждая, но его укусил Ушари, который оставил ему шрам на глазу. В результате во время путешествия к Древу Жизни львёнок прекращает общаться со своим дедом из-за проблем со шрамом и личных опасений по поводу того, чтобы стать злом, как Шрам, и Муфаса стал беспокоиться о том, что внук забыл о нём, как и Симба много лет назад, когда он стал взрослым. Когда они, наконец, снова разговаривают, Муфаса заверяет Кайона, что он всегда будет рядом с ним, несмотря ни на что, показывая, что независимо от шрама его внука, он все еще очень любит его. Вместе с Аскари и предыдущей королевой Древа Жизни Джанной он с гордостью наблюдает за Кайоном после своего брака с Рани.

### Зазу
Зазу — птица-носорог и мажордом Муфаса и Симбы. После смерти Муфасы становится узником Шрама. Позднее Пумба ломает костяную клетку, освобождая его, когда Симба возвращается в Земли Прайда. В конце концов он выступает в качестве советника и консультирует Симбу по королевским делам.
В мультсериале «Тимон и Пумба» выясняется, что Зазу — не только мажордом короля льва, но и администратор джунглей. В эпизоде «Зазу в один день» показано, что он отвечает за подсчёт популяции животных.
В мюзикле Зазу — марионетка, управляемая актёром, одетым в синюю полосатую одежду и шляпу боулера, очень похожая на стереотипного дворецкого. Синие перья Зазу были заменены белыми, а марионетка частично изготовлена из парашютного шелка с облегающим, содержащимся в шее, для удобства движения.
Также появляясь в ремейке 2019 года, Зазу играет ту же роль, что и в оригинальной версии, но на этот раз он знакомится с Тимоном и Пумбой и помогает в битве, много раз клевая Камари.

### Рафики
Рафики, чьё имя на суахили означает «друг» — мандрил. Он живет на баобабе в Землях Прайда и выполняет шаманские службы для львов. Он также показал, что он великий мастер боевых искусств.
В «Короле Льве» Рафики появляется в начальной сцене, когда он идёт к Скале Предков, чтобы провести церемонию презентации новорожденного Симбы. Во время фильма Рафики поёт песнопение: «Asante sana, squash banana, wewe nugu, mimi hapana». Эта песня с языка суахили переводится как «Большое спасибо (банан из тыквы), ты бабуин, а я нет!» Как и «Хакуна Матата» (нет проблем), песнопение было услышано создателями во время их исследовательской поездки в Кению. Рафики отправляется в джунгли, где Симба живёт с Тимоном и Пумбой, и учит его урокам из прошлого: «О да, прошлое причиняет боль. Одно из двух, можно или от него прятаться, или извлечь урок», а затем бьёт его палкой. Во время битвы за Рафики спасает Симбу от Банзая, ударяя его палкой, сражаясь со многими другими гиенами. В конце фильма Рафики представляет новорожденного детеныша Симбы и Налы.
В мультфильме «Король Лев 2: Гордость Симбы» Рафики более тесно связан с делами и политикой гордости и часто встречается со львами. Дух Муфасы убеждает его объединить Киару и Кову, чтобы объединить Прайдлендеров и Отщепенцев. Рафики пытается заставить их влюбиться, поя им о месте под названием «Юпенди», что на суахили означает «любовь». В конце концов, он благословляет союз Кову и Киары. Рафики ненадолго появляется в мультфильме «Короле Льве 3: Хакуна матата», обучая Тимона философии «Хакуна Матата», рассказывая матери Тимона о ее сыне, а затем убеждая Тимона следовать за Симбой в Земли Прайда, чтобы противостоять Шраму.
В мюзикле характер Рафики был значительно изменён. Поскольку Джули Таймор чувствовала, что в истории не хватает сильного женского персонажа, Рафики стал самкой. Она выступает в качестве рассказчика на протяжении всей истории, в какой-то момент разговаривая с аудиторией на языке клика для комического эффекта. Она поёт вступительную песню «Circle of Life», песню под названием «Rafiki Mourns» после смерти Муфасы и короткую часть в песне Налы «Shadowland», когда она благословляет Налу на её путешествие, чтобы найти помощь. Вместо того, чтобы обнаружить запах Симбы на пыли, Рафики слышит песню Симбы «Endless Night» на ветру. Рафики находит Симбу и через песню «He Lives in You» показывает ему, что его отец живёт в нём. Она присутствует во время битвы, сражаясь с гиеной, и украшает Симбу мантией короля после его победы; мюзикл заканчивается тем, что она показывает новорождённого детёныша Симбы и Налы.
Рафики является второстепенным персонажем в мультсериале «Тимон и Пумба», а также главным героем указанного сериала, так как у него есть свои собственные сегменты под названием «Басни Рафики», где его шаманизм расширяется. В одном из эпизодов выясняется, что Рафики может исполнить желания и даже вернуть некоторые желания. В другом эпизоде выясняется, что палка Рафики обладает магическими способностями. Он объясняет своему племяннику Нефу, что тыквы на его палке сильны для его магии.
Рафики служит повторяющимся персонажем в мультсериале «Хранитель Лев».
Рафики является знакомым персонажем в парках и курортах Disney вместе с Тимоном, и его можно найти в стране приключений и в Царстве животных Disney.

### Сараби
Сараби — жена Муфасы, мать Симбы, свекровь Налы, невестка Шрама и бабушка Киары и Кайона. Её имя на суахили означает «мираж». В «Короле Льве» она служит королевой Земель Прайда. Спустя годы после того, как Шрам захватывает трон, Сараби помогает Симбе бороться со Шрамом и его гиенами. Когда Симба побеждает Шрама, Нала становится королевой, а Сараби становится свекровью королевы.
В фильме 2019 года после смерти Муфасы Шрам пытается заставить Сараби стать его королевой. Однако она отказывается.

### Сарафина
Сарафина — львица, мать Налы, тёща Симбы, бабушка Киары и Киона и подруга Сараби. Впервые её она появляется спящей в Скале Предков с Налой и остальным прайдом. Позже она моет Налу, прежде чем последняя уйдет на Слоновье кладбище с Симбой. Она в последний раз оплакивает потерю Муфасы и Симбы, не зная, что Симба всё ещё жив.
В фильме 2019 года роль Сарафины осталась прежней. Когда гиены прибыли в Земли Прайда после смерти Муфасы, Сарафина сказала Нале держаться рядом с ней.

### Шензи, Банзай и Эд
Шензи, Банзай и Эд — троица пятнистых гиен. После того, как Шрам обещал им и остальным гиенам, что у них будет еда взамен на то, что они помогут ему убить Муфасу и Симбу, чтобы стать Королем Земель Прайда, троица гонит стадо антилоп гну, которое убивает Муфасу, а затем изгоняет Симбу из Земель Прайда по приказу Шрама. Когда Симба возвращается, Шензи и Банзай побеждены Пумбой. Троица подслушивают Шрама, когда последний пытается обвинить их в смерти Муфасы и разрушении Земель Прайда, из-за чего гиены убивают его.
Шензи, Банзай и Эд являются и антигероями в сериале «Тимон и Пумба». Им дают свои собственные сегменты под названием «Смеющиеся гиены», где они бродят по Серенгети в поисках еды. В конце эпизода «Телевизионный ужин» гиены заменяют телеведущего Мартина Пардона, что может указывать на то, что они живут новой жизнью в качестве режиссёров и звёзд документального шоу о дикой природе «Королевство существ», где их кормят во время их новой карьеры. В более поздних сезонах у них незначительные появления, когда они пытаются атаковать Тимона и Пумбу.
В мультфильме «Король Лев 2: Гордость Симбы» Нука упомянул, что гиены покинули Слоновье кладбище.
В мультфильме «Король Лев 3: Хакуна матата» Шензи, Банзай и Эд выступают в качестве местных хищников, которые нападают на колонию Тимона до их верности Шраму.
Шензи появляется в ремейке. Она изображается как безжалостный и хитрый матриарх с бессмысленным отношением и авторитетом. Также показано, что у нее есть соперничество с Налой. Эд был заменен Азизи, а Банзай — Камари. Тем не менее, эти двое играют в значительной степени похожие роли Эда и Банзая в оригинальном фильме, за исключением того, что Азизи может говорить. Азизи подслушивал Камари, случайно подойдя слишком близко к нему. Как и в оригинальном фильме, Шензи, Азизи и Камари слышат оскорбление Шрама. Когда Шрам был побеждён, и стая гиен сталкивается с ним, Шрам заявляет, что они могут вернуть Земли Прайда, если соберут новое войско. Азизи и Камари утверждают, что слышали его оскорбление. Шрам утверждает, что он пытался обмануть Симбу и что всё ещё может быть партнерство между львами и гиенами. Шензи заявляет Шраму, что он был прав только в том, что гиены ненасытны. Шрам наносит удар по некоторым атакующим гиенам, пока они не убивают его.
В первоначальном черновике фильма гиены были гиеновидными собаками. Их виды, возможно, были изменены, чтобы проиллюстрировать сильное соперничество и конкуренцию между львами и гиенами в реальной жизни, где конкуренция намного сильнее, чем между львами и другими хищниками саванны.

### Крот
Крот — крот, который работает информатором Зазу. В фильме он предупреждает Зазу о том, что гиены вторглись в Земли Прайда.
Крот появился в двух сегментах с Зазу в главной роли в мультсериале «Тимон и Пумба».

## Король Лев 2: Гордость Симбы

### Киара
Киара — дочь Симбы и Налы, старшая сестра Кайона, внучка Муфасы, Сараби и Сарафины, внучатая племянница Шрама, жена Кову, невестка Зиры, Нуки, Витани и золовка Рани. Она является главной героиней в фильме «Король Лев 2: Гордость Симбы» и повторяющимся персонажем «Хранителя Льва». Как первый детёныш Симбы, Киара является наследницей Земель Прайда.
Киара изображается как дерзкая, игривая и авантюрная принцесса, о которой чрезмерно беспокоится Симба. Будучи детёнышем, Киара дружит с Кову, где они работают вместе, чтобы сбежать от группы крокодилов. К сожалению, их дружба прервана, так как их разлучают родители. Будучи взрослой, Киару спасает Кову в рамках плана Зиры отомстить за смерть Шрама, но два льва в конце концов влюбляются. Когда Кову изгнан из Земель Прайда после засады Зиры на Симбу, Киара бросает вызов приказам остаться на Скале Предков, находит Кову и возвращается с ним в Земли Прайда, чтобы воссоединить Прайдлендеров и Отщепенцев.
В «Хранителе Льве» Киара обучается родителями, чтобы стать следующим правителем, и имеет тонкое соперничество с Кайоном. Годы спустя она помолвлена с Кову, где помогает ему объяснить Кайону, что произошло, когда его не было, и что случилось с Зирой.

### Кову
Кову — младший ребёнок Зиры, младший брат Нуки и Витани, приёмный сын и наследник Шрама. Его имя на суахили означает «шрам», похожее на его приёмного отца Шрама. В детстве Кову подружился с Киарой, хотя это продолжалось недолго, так как их разлучают враждующие родители. Тем не менее, вновь обретенная дружба Кову с Киарой дает Зире идею использовать их дружбу, чтобы у Кову была возможность убить Симбу. С тех пор Зира обучает Кову убить Симбу и занять его место в качестве короля Земель Прайда. Будучи взрослым, Кову спасает Киару во время запланированной засады, и Симба неохотно позволяет ему оставаться в Землях Прайда. Проводя время с Киарой, Кову начинает влюбляться в неё и, таким образом, не в состоянии причинить боль Симбе. Однако после того, как Симба попал в засаду Отщепенцев и Нука умер, Симба ошибочно предполагает, что Кову причастен к нападению, и изгоняет его из Земель Прайда. В конце концов, после того, как Кову воссоединяется с Киарой и убеждает Прайдлендеров и Отщепенцев прекратить сражаться друг с другом, Симба прощает Кову и приветствует его в качестве мужа Киары и будущего короля Земель Прайда.
В «Хранителе Льве» Кову появляется со своей семьей в их заговоре, чтобы захватить Земли Прайда. Кайон узнает от Кову, что Киара знает его. Годы спустя Кайон и Львиная Охрана узнают, что Кову и остальные Отщепенцы присоединились к прайду Симбы после смерти Зиры. Симба называет Кову и Киару своими преемниками.

### Отщепенцы
Отщепенцы — прайд львов, которые были верны Шраму. После смерти Шрама Симба изгнал их в Чужеземье. В «Хранителе Льве» они пытались вторгнуться на территорию, на которой живет клан Джасири. Кайон не решался использовать Рычание предков из-за того, что он сделал со Шрамом. После того, как остальная часть Львиной Охраны сказала ему, что Шрам использовал Рычание во зло, Кайон победил Аутсайдеров с Рычанием, который отправил их в Чужеземье. В заключительном эпизоде третьего сезона «Возвращение в Земли Прайда» выясняется, что после того, как Отщепенцы присоединились к прайду Симбы, четверо из них сформировали новую Львиную гвардию во главе с Витани, чтобы защитить Земли Прайда, в то время как Львиная Охрана Кайона направлялась к Древу Жизни. В конце эпизода Охрана Витани стала постоянной Львиной Охраной после того, как Охрана Кайона решила уйти в отставку и остаться в землях  Древе Жизни.

#### Зира
Зира, что на суахили означает «ненависть» - мать Нуки, Кову и Витани. Она является самым верным последователем Шрама и планирует отомстить за его смерть, образуя Отщепенцев. Она пользуется дружбой Кову с Киары в рамках своего плана по убийству Симбы. Когда этот план провалился из-за любви Кову к Киаре, Зира прибегает к тотальной войне против Прайда Симбы. Однако из-за действий Киары и Кову Витани и другие Отщепенцы понимают, что они предпочли бы присоединиться к прайду Симбы и обратиться против Зиры, которая упорствует в её мести. Пытаясь напасть на Симбу, Зира перехвачена Киарой и попадает в внезапное наводнение: где погибает, несмотря на попытку Киары спасти её.
Зира появляется в «Хранителе Льве» вместе с Кову, Нукой, Витани и остальной ее частью прайда   в эпизоде «Львы Чужеземья». Она пытается убедить Киона, что использование Рычание Предков против неё и других отщепенцев приведёт к тому, что он потеряет его так же, как и Шрам, и вступить на сторону её собратьев-львов. Тем не менее, Кайон в конечном итоге понимает, что это обман и прогоняет её и других Рычанием. Годы спустя Киара и Кову упомянули о её смерти, когда Львиная Охрара вернулась и встретила воплощение Львиной Охраны.
Первоначально Зира должна была стать давним партнёром Шрама, и все трое ее детей также были его. Однако в конечном счёте были опасения по поводу инцеста, поэтому точные отношения Зиры и Шрама были намеренно неясными, а прямые отношения Кову со Шрамом были удалены.

#### Нука
Нука — старший ребёнок Зиры и старший брат Витани и Кову, а также деверь Киары. Его имя на суахили означает «вонючка». Завидуя очевидному фаворитизму Зиры в отношении Кову, Нука часто пытается получить одобрение своей матери. Во время засады Отщепенцев Нука пытается убить Симбу, чтобы доказать своё внимание, но его раздавливают до смерти падающие бревна, хотя он, наконец, получил внимание, которого жаждал от своей матери. Зира оплакивала смерть своего сына и обвинила Кову в этом инциденте. В начале сценария Нука был сыном Шрама, большим и жестоким львом, согласно Коблеру и его концепциям. Неясно, изменились ли его отношения со Шрамом вместе с Зирой и Кову.
В «Хранителе Льве» Нука помогал своей матери в заговоре, чтобы захватить территорию Джасири.

#### Витани
Витани — средний ребёнок и единственная дочь Зиры и золовка Киары. Хотя она занимает видное место в фильме «Король Лев 2: Гордость Симбы», она появляется в эпизодической роли в «Хранителе Льве». Будучи взрослой, Витани является самым сильным лейтенантом Зиры, поддерживая и действуя в соответствии с жестокими планами своей матери. С помощью Кову и Киары Витани и Отщепенцы бросают Зиру и присоединяются к Прайдлендерам, чтобы мирно урегулировать вражду между двумя прайдами. После смерти Зиры Витани и другие Отщепенцы помилованы Симбой и присоединяются к его прайду.
В «Хранителе Льве» Витани помогала своей матери в заговоре, чтобы захватить территорию Джасири. Годы спустя, после того, как она и ее прайд присоединились к Симбе, когда Кайон и его друзья отправились к Древу Жизни, Витани сформировала свою собственную Львиную Охрану в их отсутствие, где также упоминалось о том, что случилось с Зирой. Как сестра будущего короля, она считает, что она несёт ответственность за защиту Земель Прайда. Она доказывает свою достойность стать лидером Львиной Охраны после того, как она смело бросает вызов Кайону, несмотря на отсутствие Рычания Предков, тем самым раскрывая её героические и почётные атрибуты, тем самым искупленные от ее прошлых деяний. Затем Кайон наделяет её должностью и властью лидера Львиной Охраны. Это позволяет Витани использовать Рычание, и она и ее Львиная Охрана официально признаны новой Львиной Охраной Земель Прайда.
Ее имя является суахили-сообщением слов «Vita» («Война»), «Ni» («Я есть») и «Шетани» («Демонша»); сочетание можно примерно перевести как «Я война» или «Демон войны». Само по себе «Шетани» изначально была её именем в раннем сценарии.

## Король Лев 3: Хакуна матата

### Мать Тимона
В целом обнадеживающая и оптимистичная, она верит в Тимона и убеждает дядю Макса дать ему работу часового. После того, как Тимон не выполняет свой долг, она по-прежнему убеждена, что он всё ещё может найти место в колонии, но когда он настаивает на том, что ему нужно идти, она поддерживает его.
Позже шрам был другом Муфасы беспокоится о Тимоне после разговора с Рафики и ищет его. Наконец, они воссоединяются на Скале Предков, и мать Тимона помогает в битве с гиенами, копая длинный туннель, чтобы поймать их в ловушку. После того, как Симба становится королем после смерти Шрама, Тимон отвозит их и всю колонию сурикат в рай джунглей, который он и Пумба обнаружили. Мать Тимона несколько раз упоминается в «Тимон и Пумба» и в одном из эпизодов «Хранителя Льва» Тимоном, который утверждает, что подруга её двоюродного брата знала быка, которого съел Зимви.

### Дядя Макс
Дядя Макс — видный член колонии сурикат и родственник Тимона и его матери. У него серые волосы и очень большой нос. Макс по своей природе пессимист и очень параноидален, полагая, что судьба суриката заключается в том, чтобы быть «закуской для всех! Нас никто не боится и все едят!» Макс неохотно соглашается позволить Тимону быть часовым колонии и пытается подготовить его к работе, но его чуть не съедают гиены. Он рад видеть, что Тимон уходит, но в конечном итоге идет с матерь Тимона, чтобы найти его. Макс появляется в конце фильма, где он и мать Тимона встречают Тимона и Пумбу на Скале Предков и помогают Тимону избавиться от гиен, выкопав туннель. Макс, наконец, верит в Тимона, и после того, как Тимон берёт сурикатов в свой рай для джунглей, Макс учит сурикатов тай-чи.